# Ruggero Mortimer, I conte di March
Ruggero Mortimer (in inglese: Roger Mortimer; Wigmore, 25 aprile 1287 – Tyburn, 29 novembre 1330) è stato un nobile inglese, III barone di Wigmore e I Conte di March fino alla sua caduta in disgrazia a fine 1330, quando fu privato di titoli e beni a opera del Parlamento inglese.

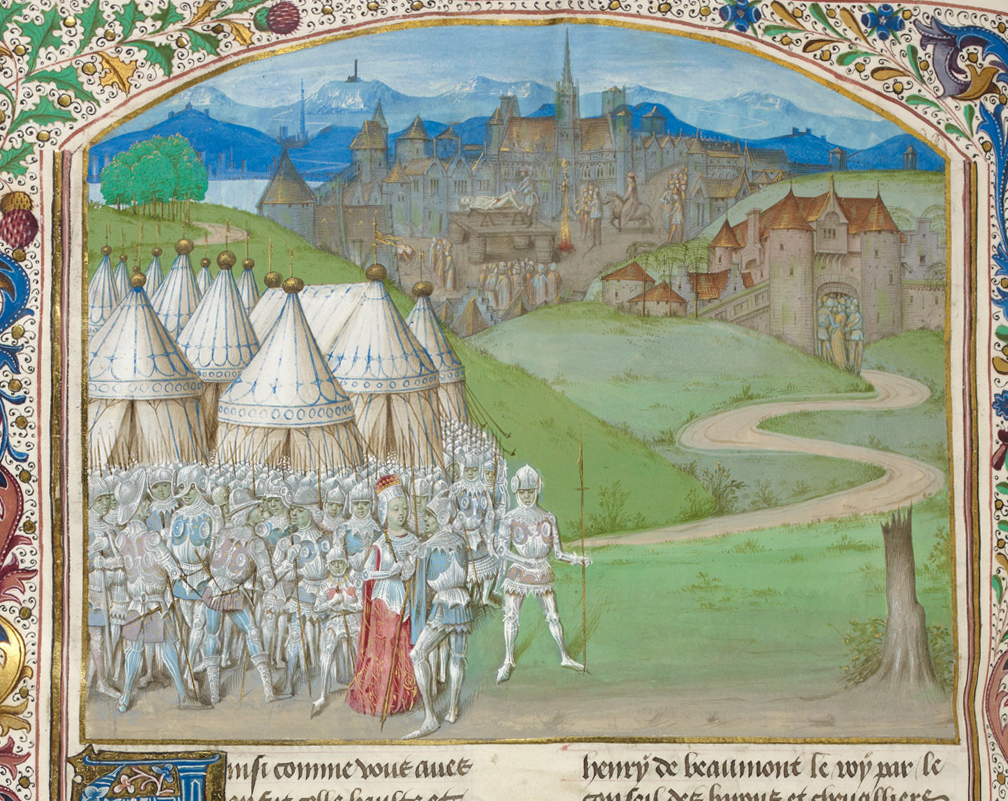
La regina Isabella e Ruggero Mortimer davanti all'esercito

Dal 1327 fu l'amante della regina Isabella di Francia (figlia del re di Francia, Filippo IV il Bello e della regina di Navarra, Giovanna I), e per tre anni resse le sorti del regno d'Inghilterra. 

## Origine
Era il figlio di Edmondo Mortimer, II barone di Wigmore (1251-1304) e di Margaret de Fiennes (1269-1333). Quindi Roger Mortimer, I barone di Wigmore (1231-1282), era suo nonno, mentre Roger Mortimer di Chirk era suo zio (il fratello di suo padre).

## Biografia

### Gli anni giovanili
Ruggero sposò nel 1301 Giovanna de Geneville, II baronessa di Geneville, divenendo così l'erede dei Geneville oltre che dei Mortimer. Nel 1304, alla morte del padre Edmondo, venne affidato dal re Edoardo I al suo favorito Pietro di Gaveston. Comunque, nel 1306 fu fatto cavaliere e, nel 1308, si recò in Irlanda dove venne a contatto con la famiglia de Lacys, che era sostenitrice di Edward Bruce, fratello del re di Scozia, Roberto I. Nel 1314, alla morte del nonno di sua moglie, ereditò territori e titoli, che, uniti a quelli già in suo possesso, gli permisero di mettere insieme un certo numero di territori e contee sul confine tra il Galles e l'Inghilterra, che fu definita marca del Galles (March of Wales). Ruggero fu nominato Lord Luogotenente d'Irlanda e, nel 1316, tornò in Irlanda con un possente seguito e costrinse Edoardo Bruce, autonominatosi re d'Irlanda a ritirarsi a Carrickfergus e la famiglia de Lacys nel Connaught.
Tornato in Galles si occupò dei problemi inerenti ai suoi possedimenti.

### La ribellione
Nel 1318 Ruggero prese parte alla rivolta contro i Despenser, che approfittando della loro posizione a corte, esercitavano una tirannia senza limiti (Ugo si era accaparrato le terre gallesi ereditate dalla moglie, ignorando le pretese dei suoi due fratellastri e di altri feudatari). Nel 1321 Despenser si era ormai guadagnato molti nemici in ogni strato della società, dalla Regina Isabella ai baroni e alla gente comune e, alla fine, i baroni prevalsero e Re Edoardo II fu costretto a esiliare Ugo Despenser il giovane e suo padre, Hugh le Despenser, I conte di Winchester.
Ma la coppia fece ritorno l'anno seguente e Re Edoardo restaurò rapidamente Ugo come favorito reale. Edoardo e i Despenser sconfissero i baroni loro avversari, che furono esiliati o giustiziati, Tommaso Plantageneto fu impiccato il 22 marzo, mentre Ruggero Mortimer, fu chiuso nella torre di Londra. Nell'agosto del 1323 Ruggero riuscì a fuggire dalla torre e si rifugiò in Francia, allora in guerra con l'Inghilterra.

### Conquista del potere
Nell'aprile del 1325, su consiglio del papa Giovanni XXII, la regina Isabella si recò in Francia dal fratello, Carlo IV il Bello, e ottenne una tregua sino a luglio e poi riuscì a convincere i due sovrani a un compromesso: Carlo prendeva possesso della Guascogna che poi avrebbe restituito a Edoardo II dopo che quest'ultimo gli aveva reso omaggio. Edoardo mancò ancora una volta di onorare l'impegno e Carlo accettò che fosse suo figlio, Edoardo, il futuro Edoardo III a sostituirsi a lui. Ma Edoardo II alla fine si oppose e richiamò in patria la moglie, Isabella, e figlio, Edoardo.
Allora nacque il sodalizio politico tra la regina e Ruggero, che suggerì a Isabella di disobbedire al marito Edoardo II che nel contempo era raggiunto da voci che parlavano di una relazione scandalosa tra la moglie e Ruggero. Ruggero nel 1326, suggerì alla regina di preparare un esercito di invasione e, nello stesso anno, Ruggero e la Regina, invasero l'Inghilterra, Ugo Despenser il Vecchio venne giustiziato e il re Edoardo e Ugo Despenser il giovane vennero catturati. Ugo venne condannato e impiccato ancora nello stesso anno. Il parlamento si riunì a Westminster il 7 gennaio 1327, si pronunciò per la regina e il figlio, mentre al re vennero rivolte diverse accuse: tra cui l'offesa alla chiesa la perdita di Scozia, Irlanda e Guascogna per il malgoverno, ma soprattutto avere infranto il giuramento dell'incoronazione.
Il 21 gennaio il re, accettata la sua deposizione, fu imprigionato e sostituito dal figlio, Edoardo III che da poco aveva compiuto 14 anni; il governo fu esercitato da Mortimer e da sua madre, la regina Isabella, che decisero di porre fine alla guerra contro la Francia e, il 31 marzo 1327, stipularono un nuovo trattato di Parigi, dove L'Inghilterra otteneva il Ponthieu e la Guascogna, molto ridotta, mentre la Francia si tenne Agen e il suo circondario, Bazas e i suoi dintorni e ottenne un risarcimento di 50 000 marchi d'argento. Nel corso dell'anno Edoardo II riuscì a fuggire, con l'aiuto dei suoi sostenitori, ma dopo poco fu nuovamente catturato e nel settembre morì, nel castello di Berkeley, dove era stato rinchiuso, di morte naturale, secondo i responsabili del governo, ma molto più probabilmente fu ucciso perché non fosse liberato una seconda volta dai suoi partigiani.

### Gli anni di regno e caduta
Ruggero e Isabella cercarono di risolvere il problema scozzese conducendo una disordinata campagna che non produsse nessun risultato, a parte la devastazione delle contee inglesi settentrionali, per cui fu negoziato un trattato (il trattato di Northampton) che riconobbe Roberto Bruce, re di una Scozia indipendente, senza dare garanzie ai baroni che erano stati spossessati delle loro terre, fu inoltre concordato il fidanzamento del figlio di Bruce, Davide, di quattro anni con la figlia di Isabella, Giovanna, di sette anni.

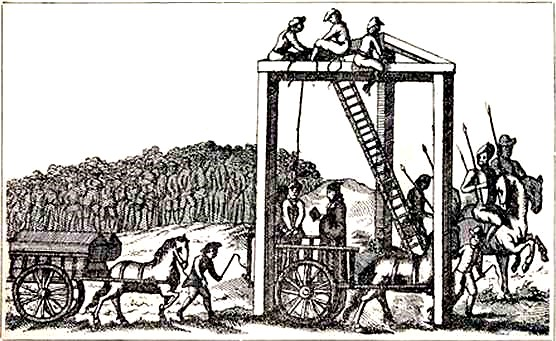
L'albero di Tyburn

Nel frattempo la cupidigia e l'arroganza di Ruggero finirono per dividerlo da alcuni nobili della sua coalizione, tra cui il conte Enrico Plantageneto e lo zio del giovane re, Edmondo Plantageneto, I conte di Kent, che riversarono tutte le loro speranze sul giovane re, Edoardo III. Egli, peraltro, non aveva mai dimenticato il destino di suo padre, o come egli stesso era stato trattato. In un primo momento Mortimer ebbe la meglio, riuscendo tra il 1328 e il 1330 a sconfiggere i suoi avversari. Ma a 18 anni, Edoardo era pronto a prendere la sua vendetta. Il 19 ottobre 1330 Ruggero e Isabella stavano dormendo nel castello di Nottingham. Con il favore della notte un gruppo fedele al giovane re, formato da suo cugino, Enrico Conte di Lancaster, e da parecchi dei suoi signori, entrò nella fortezza attraverso un passaggio segreto e catturò Ruggero. Lo svolgimento di tale arresto fu fatto nel nome del "re di Inghilterra" e Mortimer fu rinchiuso nella Torre di Londra.
Spogliato dei suoi possedimenti e titoli, fu accusato di avere assunto il potere sull'Inghilterra, dopo avere estromesso il re Edoardo II e la regina Isabella e di avere tramato la morte del re Edoardo II. Ruggero Mortimer fu condannato a morte, pare senza processo, un mese dopo l'arresto; fu condotto a Tyburn, dove fu impiccato. Dopo l'esecuzione di Mortimer, Isabella fu esiliata nel Castello di Rising in Norfolk, pur conservando la propria libertà e la sua dote originaria. Nel 1336 la moglie di Ruggero Giovanna ottenne il perdono e fu reintegrata nei suoi titoli.

### Matrimonio e figli
Ruggero da Giovanna de Geneville, II baronessa di Geneville ebbe undici figli:
- Edmondo Mortimer (1302 – 1331), che sposò Elizabeth de Badlesmere, da cui nacque Ruggero Mortimer, II conte di March, a cui fu restituito il titolo che era stato di suo nonno.
- Margaret Mortimer, Baronessa di Berkeley (1304 – 5 maggio, 1337), per il matrimonio con Thomas di Berkeley, III barone di Berkeley
- Maud Mortimer (1307 – dopo il 1345), che sposò John Charleton, II barone Cherleton
- Geoffrey Mortimer (1309 – tra il 1372 e il 1376)
- John Mortimer (1310 – 1328)
- Joan Mortimer (circa 1312 – tra il 1337 e il 1351), che sposò James Audley, II barone Audley
- Isabella Mortimer (circa 1313 – dopo il 1327)
- Katherine Mortimer (circa 1314 – 1369), che sposò Thomas de Beauchamp, XI conte di Warwick
- Agnes Mortimer (circa 1317 – 1368), che sposò Laurence Hastings, I conte di Pembroke
- Beatrice Mortimer (circa 1319 – 1383), che sposò, in prime nozze, Edward, II conte di Norfolk, e in seconde nozze Thomas de Braose, I barone Braose
- Blanche Mortimer (circa 1321 – 1347), che sposò Peter de Grandison, II barone Grandison

## Ascendenza
|                                               |                          |                            | Genitori                                   |  |  | Nonni |  |  | Bisnonni          |  |  | Trisnonni         |  |
|                                               |                          |                            |                                            |  |  |       |  |  | Ralph de Mortimer |  |  | Roger de Mortimer |  |
|                                               |                          |                            |                                            |  |  |       |  |  | Ralph de Mortimer |  |  | Roger de Mortimer |  |
|                                               |                          | Isabel de Ferrers          |                                            |  |  |       |  |  | Ralph de Mortimer |  |  |                   |  |
| Roger Mortimer, I barone di Wigmore           |                          |                            |                                            |  |  |       |  |  | Ralph de Mortimer |  |  |                   |  |
|                                               |                          | Gwladus Ddu                | Llywelyn il Grande                         |  |  |       |  |  |                   |  |  |                   |  |
|                                               |                          | Gwladus Ddu                | Llywelyn il Grande                         |  |  |       |  |  |                   |  |  |                   |  |
|                                               |                          | Gwladus Ddu                | Giovanna del Galles                        |  |  |       |  |  |                   |  |  |                   |  |
| Edmund Mortimer, II barone Wigmore            |                          | Gwladus Ddu                |                                            |  |  |       |  |  |                   |  |  |                   |  |
|                                               |                          | Guglielmo di Braose        | Reginald de Braose                         |  |  |       |  |  |                   |  |  |                   |  |
|                                               |                          | Guglielmo di Braose        | Reginald de Braose                         |  |  |       |  |  |                   |  |  |                   |  |
|                                               |                          | Guglielmo di Braose        | Grecia de Briwere                          |  |  |       |  |  |                   |  |  |                   |  |
| Matilde de Braose, baronessa Wigmore          |                          | Guglielmo di Braose        |                                            |  |  |       |  |  |                   |  |  |                   |  |
|                                               |                          | Eva Marshal                | Guglielmo il Maresciallo                   |  |  |       |  |  |                   |  |  |                   |  |
|                                               |                          | Eva Marshal                | Guglielmo il Maresciallo                   |  |  |       |  |  |                   |  |  |                   |  |
|                                               |                          | Eva Marshal                | Isabella di Clare, IV contessa di Pembroke |  |  |       |  |  |                   |  |  |                   |  |
| Ruggero Mortimer                              |                          | Eva Marshal                |                                            |  |  |       |  |  |                   |  |  |                   |  |
|                                               | Enguerrand II de Fiennes | William I de Fiennes       |                                            |  |  |       |  |  |                   |  |  |                   |  |
|                                               | Enguerrand II de Fiennes | William I de Fiennes       |                                            |  |  |       |  |  |                   |  |  |                   |  |
|                                               | Enguerrand II de Fiennes | Agnes de Dammartin         |                                            |  |  |       |  |  |                   |  |  |                   |  |
| William de Fiennes, Baron di Tingry e Fiennes | Enguerrand II de Fiennes |                            |                                            |  |  |       |  |  |                   |  |  |                   |  |
|                                               |                          | Isabelle de Conde          | Jacques de Conde                           |  |  |       |  |  |                   |  |  |                   |  |
|                                               |                          | Isabelle de Conde          | Jacques de Conde                           |  |  |       |  |  |                   |  |  |                   |  |
|                                               |                          | Isabelle de Conde          | Agnes de Roeux                             |  |  |       |  |  |                   |  |  |                   |  |
| Margaret Mortimer, Baronessa Wigmore          |                          | Isabelle de Conde          |                                            |  |  |       |  |  |                   |  |  |                   |  |
|                                               |                          | Jean de Brienne            | Giovanni di Brienne                        |  |  |       |  |  |                   |  |  |                   |  |
|                                               |                          | Jean de Brienne            | Giovanni di Brienne                        |  |  |       |  |  |                   |  |  |                   |  |
|                                               |                          | Jean de Brienne            | Berenguela di León                         |  |  |       |  |  |                   |  |  |                   |  |
| Blanche de Brienne, Baronessa Tingry          |                          | Jean de Brienne            |                                            |  |  |       |  |  |                   |  |  |                   |  |
|                                               |                          | Jeanne, Dame de Chateaudun | Geoffrey VI, Visconte de Chateaudun        |  |  |       |  |  |                   |  |  |                   |  |
|                                               |                          | Jeanne, Dame de Chateaudun | Geoffrey VI, Visconte de Chateaudun        |  |  |       |  |  |                   |  |  |                   |  |
|                                               |                          | Jeanne, Dame de Chateaudun | Clémence des Roches                        |  |  |       |  |  |                   |  |  |                   |  |
|                                               |                          | Jeanne, Dame de Chateaudun |                                            |  |  |       |  |  |                   |  |  |                   |  |